# Гейер, Джозеф
Джозеф Гейер (англ. Joseph Gaer, при рождении Иосиф Шлёмович Фишман; 16 марта 1897, Единцы, Хотинский уезд, Бессарабская губерния — 7 декабря 1969, Лос-Анджелес, Калифорния) — американский писатель, публицист, библиограф, редактор и издатель.

## Биография
Родился 16 марта 1897 года в Единцах Бессарабской губернии, в семье Шлёмы Лейбовича Фишмана и Нехомы Школьник (?—1933). Был младшим ребёнком в семье, отец умер когда ему был год. В 1917 году эмигрировал в США. Завершил образование в Америке и Канаде. В 1930—1935 годах преподавал современную литературу в Калифорнийском университете в Беркли, затем до 1939 года работал главным редактором и управляющим Федерального писательского проекта, в 1939—1941 годах консультантом Администрации по защите фермерских хозяйств, в 1941—1943 годах специальным помощником министра финансов США, в 1943—1945 годах ассистентом директора по исследовательской работе Конгресса производственных профсоюзов США Дж. Рэймонда Уолша и пресс-секретарём (publicity director) политического комитета этого конгресса.
В 1945 году основал и возглавил издательство Pamphlet Press. В 1946—1949 годах был президентом издательства Boni & Gaer (позже Gaer Associates Publishing Company), среди авторов которого в это время были Джордж Селдес, Майкл Сэйерс, Карл Ван Дорен, Хьюлетт Джонсон, Уоррен Уивер, Джастин Грэй, Гордон Кан, Ай. Ф. Стоун и другие литераторы.
В 1953 году подкомиссия сената США по внутренней безопасности занялась расследованием деятельности группы журналистов и издателей, включавшей и Гейера, в связи с делом советского перебежщика Игоря Гузенко и его отношений с сотрудником министерства финансов Гарри Декстером Уайтом и членами группы Хэролда Уэра (в частности его сестрой Хелен Уэр). Поводом для расследования Гейера послужило то, что редактируемый им в конце 1930-х годов журнал Федерального писательского проекта «Direction» был заподозрен в прокоммунистической направленности. После этого Гейер сосредоточился на литературной работе, был редактором в нескольких издательствах, в том числе в Little Brown & Company. В 1958 году стал директором основанного им фонда еврейского наследия (Беверли-Хиллс).
Джозеф Гейер опубликовал ряд памфлетов о положении рабочих (газета Daily Worker в 1945 году рассматривала его «мастером памфлетной формы»), множество переиздававшихся книг по религиоведению, фольклору, библиографических материалов, публицистики, а также роман «The Legend called Meryom» (Легенда по имени Мериом, 1928) и сборник повестей и рассказов «Heart Upon the Rock» (Сердце на скале, 1950, публиковались в периодических изданиях в 1924—1925 годах) — обе книги основаны на жизни его семьи в Бессарабии. В 1935 году подготовил первое посмертное переиздание «Воспоминаний и размышлений первопроходца» (Recollections and Opinions of an Old Pioneer) Питера Бернетта. Совместно с Рут Рубин составил два сборника еврейского фольклора в переводах с идиша (Recall: American-Jewish Folklore, 1961).

## Семья
Жена — Фэй Гейер (урождённая Ратнер, англ. Fay Ratner Gaer, 1899—1996), скульптор; сын и дочь. Сын — Пол Гейер (англ. Paul Gaer, 1934—2003), автор сценария фильма «Электрический всадник», продюсер фильма «Познай своего кролика».

## Книги
- The magic flight: Jewish tales and legends (Волшебный полёт: еврейские сказки и легенды). Frank-Maurice, 1926; 3-е издание — Behrman House, 1938. — 194 pp.
- How the Great Religions Began (Как возникли великие религии). Нью-Йорк: Robert M. McBride & Company, 1929; 2-е издание — Robert McBride & Company, 1935; 3-е издание — Dodd, Mead & Company, 1954, 1956, 1981. — 424 pp.
- The Legend Called Meryom (Легенда по имени Мериом, роман). Нью-Йорк: William Morrow & Company / Лондон: George Allen & Unwin, 1928. — 289 pp.
- The Burning Bush (Неопалимая купина: еврейский фольклор для детей). Sinai Press, 1929; Union of American Hebrew Congregations, 1957. — 333 pp.
- The Unconquered. Adapted Folklore Legends (Непокорённые: адаптированные фольклорные легенды). Sinai Press, 1932. — 359 pp.
- Jack London, Bibliography and Biographical Data (Джек Лондон: Библиографические и биографические материалы). State Emergency Relief Administration, 1934. — 72 pp.
- Mary Austin: Bibliography and Biographical Data (Мэри Остин: библиографические и биографические материалы). State Emergency Relief Administration, 1934. — 84 pp.
- Three Years in California (Три года в Калифорнии: библиографический индекс). Eldorado, or California as Seen by a Pioneer, 1850—1900 (Эльдорадо, или какой увидели Калифорнию первопроходцы). Серия «California Literary Research Project» в 4-х выпусках, 1935.
- Consumers All. The Problem of Consumer Protection (Все — покупатели: проблема защиты покупателей). Harcourt, Brace, 1940. — 208 pp.
- Toward Farm Security. The Problem of Rural Poverty and the Work of the Farm Security Administration (К безопасности фермеров. Проблема сельской бедности и работа администрации по фермерской безопасности). Prepared Under the Direction of the FAS Personnel Training Committee, for FAS Employees. U.S. Government Printing Office, 1941. — 246 pp.
- The first round: The story of the CIO Political action committee (История политического комитета КПП). Duell, Sloan and Pearce, 1944. — 478 pp.
- Heart Upon the Rock (Сердце на скале, повести). Dodd, Mead & Company, 1950. — 214 pp.
- Everybody's Weather (Погода для всех). Lippincott, 1944; 2-е издание — Lippincott, 1957. — 96 pp.
- The Lore of the New Testament (Новозаветный фольклор). Little, Brown and Company, 1952. — 371 pp.
- Jesus und seine Apostel. Legenden um das Neue Testament (Иисус и его апостолы. Легенды Нового Завета, на немецком языке). Athenäum-Verlag, 1953. — 262 s.
- Holidays Around the World (Праздники со всего мира, с Альфредом Вольфом). Little, Brown and Company, 1953.
- Adventures of Rama (Приключения Рамы). Little Brown & Co, 1954. — 210 pp.
- The Fables of India (Басни Индии). Бостон: Little, Brown and Company, 1955 и 1969. — 176 pp.
- The Bible for Family Reading (Библия для семейного чтения, ред. и сост. Дж. Гейер). Бостон: Little Brown & Company, 1956. — 752 pp.
- Our Jewish Heritage (Наше еврейское наследие, с Альфредом Вольфом). Henry Holt and Co., 1957. — 242 pp.
- The Legend of the Wandering Jew (Легенда о Вечном Жиде). Mentor Books, 1961.
- What the Great Religions Believe (Во что веруют великие религии). Dodd, Mead & Company, 1964. — 196 pp.
- Asal mula agama 2 — besar didunia (Наше наследие, на индонезийском языке). Penjedar, 1964. — 248 pp.
- The Puritan Heritage: America's Roots in the Bible (Пуританское наследие: Корни Америки в Библии). Mentor, 1964. — 256 pp.
- The Lore of the Old Testament (Ветхозаветный фольклор). Grosset & Dunlap, 1966. — 388 pp.
- Ambrose Gwinett Bierce, Bibliography and Biographical Data (Амброз Бирс, библиографические и биографические материалы). Burt Franklin, 1968. — 102 pp.
- Bret Harte: Bibliography and Biographical Data (Брет Гарт: библиография и биографические материалы). Burt Franklin, 1968. — 189 pp.
- Frank Norris: Bibliography and Biographical Data (Фрэнк Норрис: библиография и биографические материалы). Burt Franklin, 1970. — 50 pp.
- The Тheatre of the Gold Rush Decade in San Francisco (Tеатр десятилетия Золотой лихорадки в Калифорнии: библиография). Burt Franklin, 1970.
- Bibliography of California literature: Fiction of the gold-rush period, drama of the gold-rush period, poetry of the gold-rush period (Библиография литературы Калифорнии: художественная проза, поэзия  и драматургия периода Золотой лихорадки). Burt Franklin, 1970. — 123 pp.
- California in Juvenile Fiction: A Bibliography of Juvenile Fiction in California (Литература для детей и юношества в Калифорнии: библиография). Burt Franklin, 1971. — 61 pp.
- Upton Sinclair, Bibliography and Biographical Data (Эптон Синклер, библиографические и биографические материалы). Burt Franklin, 1971.
- The Torah for Family Reading: The Five Books of Moses, the Prophets, the Writings (Тора для семейного чтения: пять книг Моисея, пророки, графии, ред. и сост. Дж. Гейер). Jason Aronson, 1984. — 586 pp.

## Памфлеты
- People's plan for reconversion (1944)
- When a worker needs a friend (1944)
- Bretton Woods is no mystery (1945)
- Answer is full employment (1945)
- Let Our People Live. A Plea for a Living Wage (1945)
- Not Charity But Gratitude: The Story of UNRRA.
- People's program for 1946 (1946)
- Remember in November (1946)
- There's no place like home, if you can get one (1946)